# Liste de ponts de l'Indre

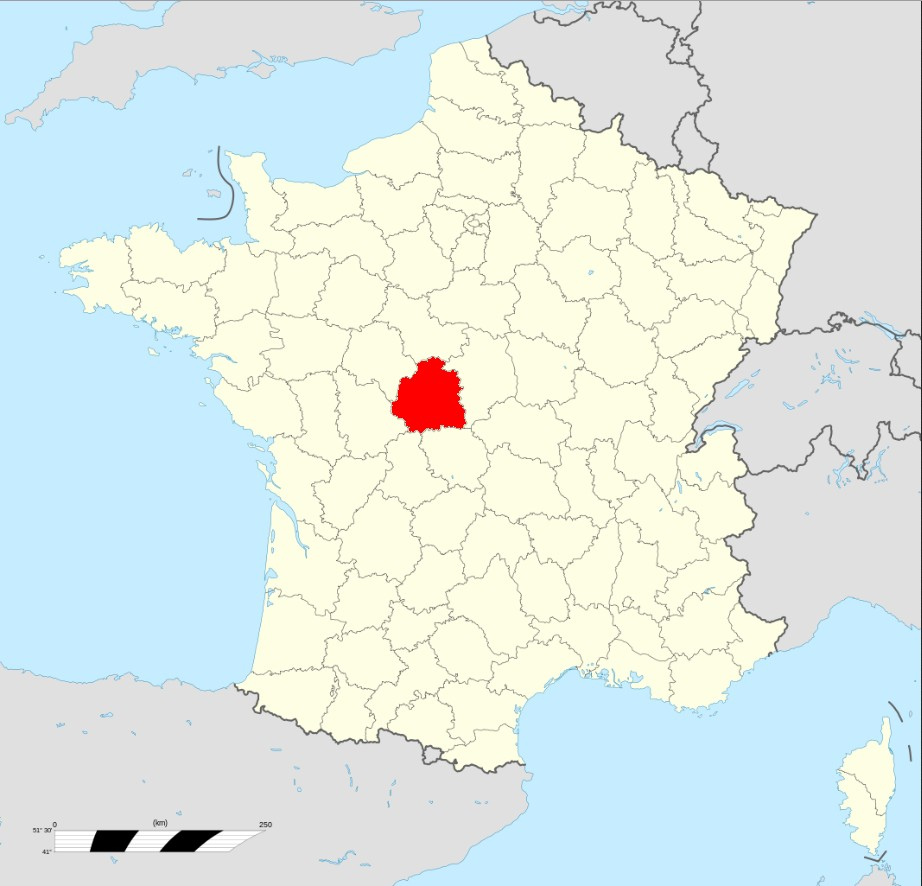
Le département de l'Indre en France.

Cet article contient la liste des ponts du département français de l'Indre, en région Centre-Val de Loire.

## Ponts de longueur supérieure à 100 m

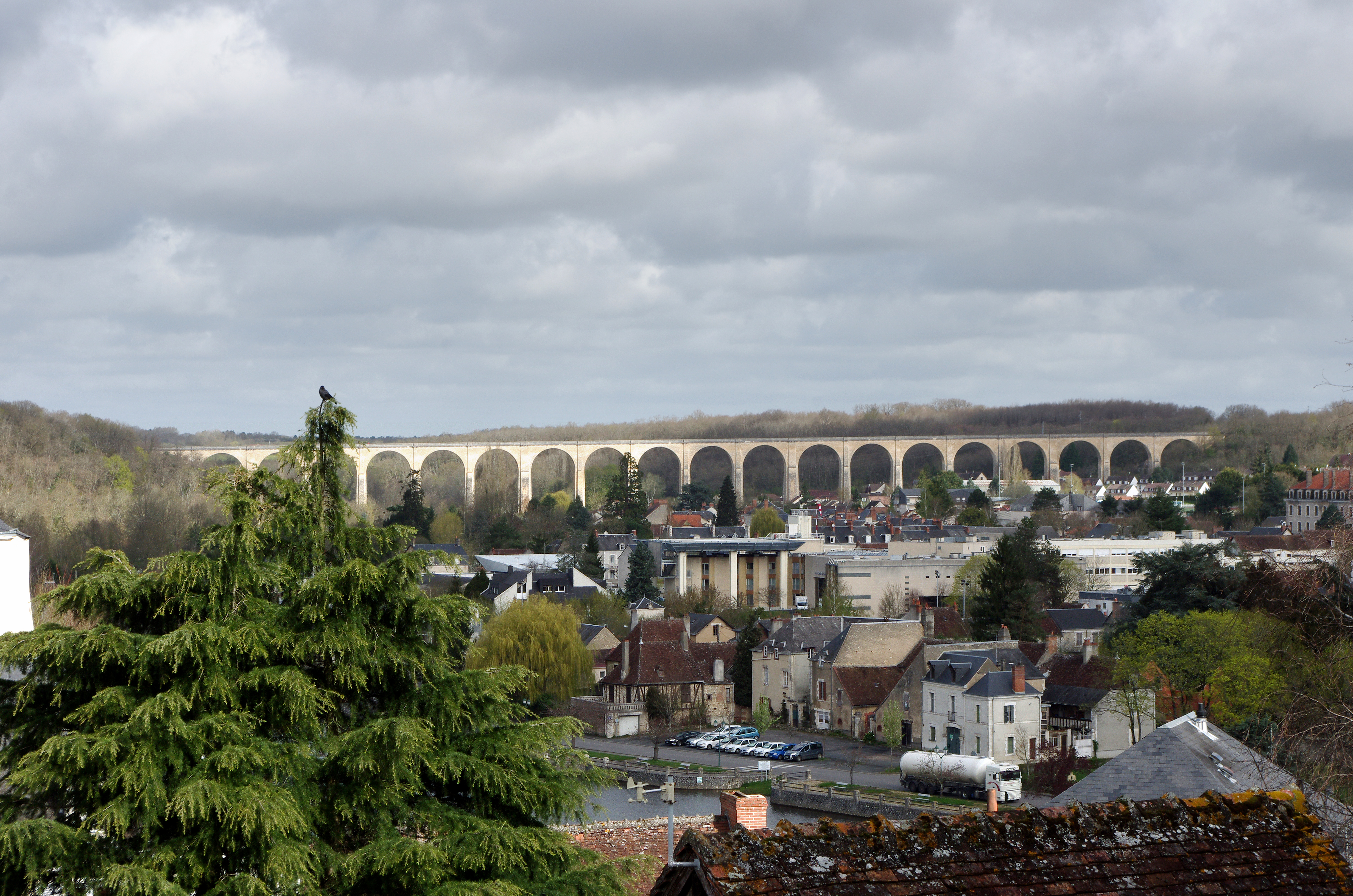
Le viaduc ferroviaire du Blanc

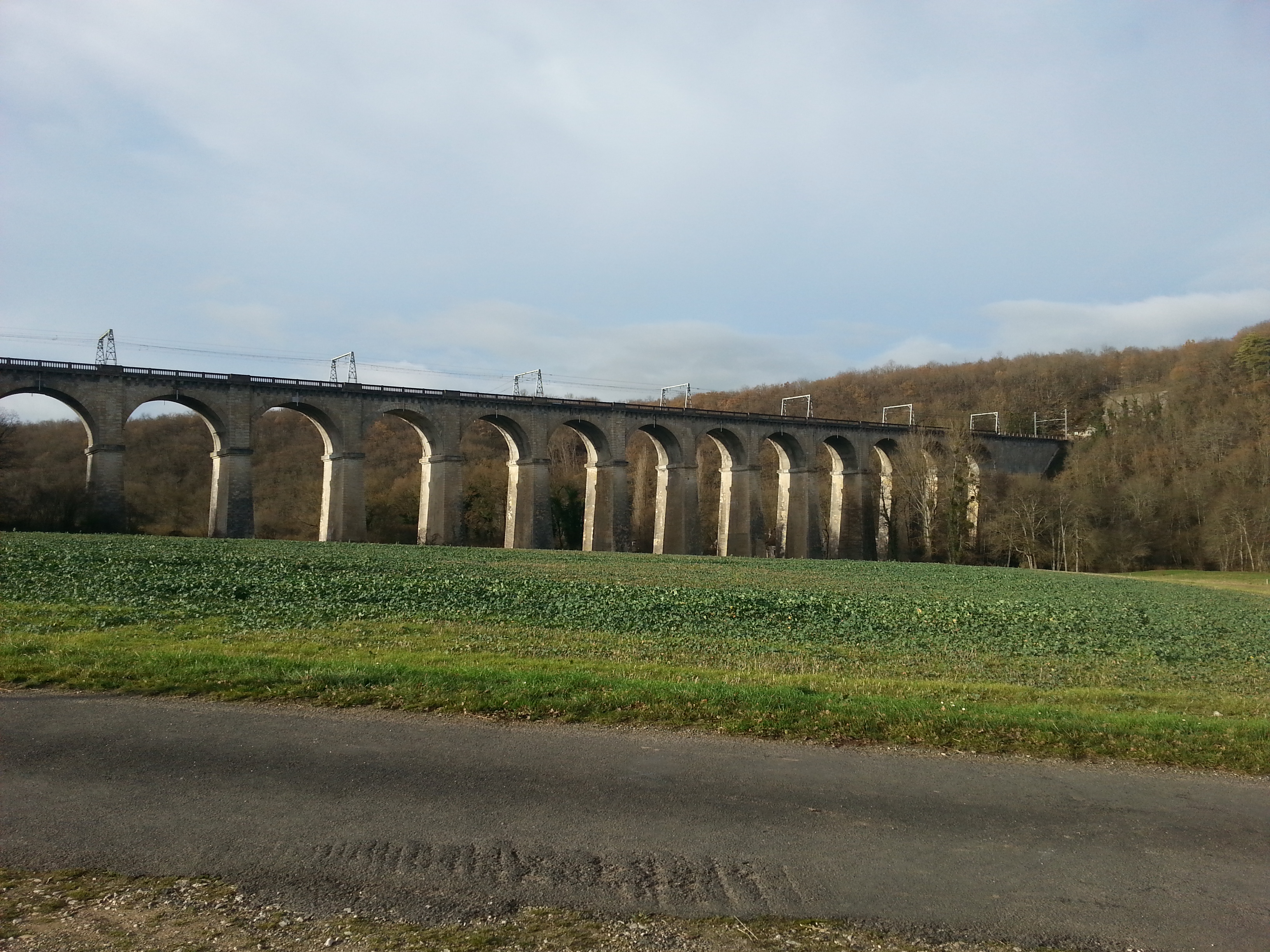
Le viaduc de la Bouzanne en service de la ligne des Aubrais - Orléans à Montauban-Ville-Bourbon

Les ouvrages de longueur totale supérieure à 100 m du département de l’Indre sont classés ci-après par gestionnaires de voies.

### Chemin de fer
- Viaduc de l'Auzon, avec 20 arches en pierre pour la ligne d'Argenton-sur-Creuse à La Chaussée, site de saut à l'élastique.
- Viaduc du Blanc, long de 528 m avec 21 arches en pierre pour la ligne ligne de Saint-Benoît au Blanc devenue une voie verte.
- Viaduc de la Bouzanne à Chabenet pour la ligne des Aubrais - Orléans à Montauban-Ville-Bourbon, en service.

## Ponts présentant un intérêt architectural ou historique

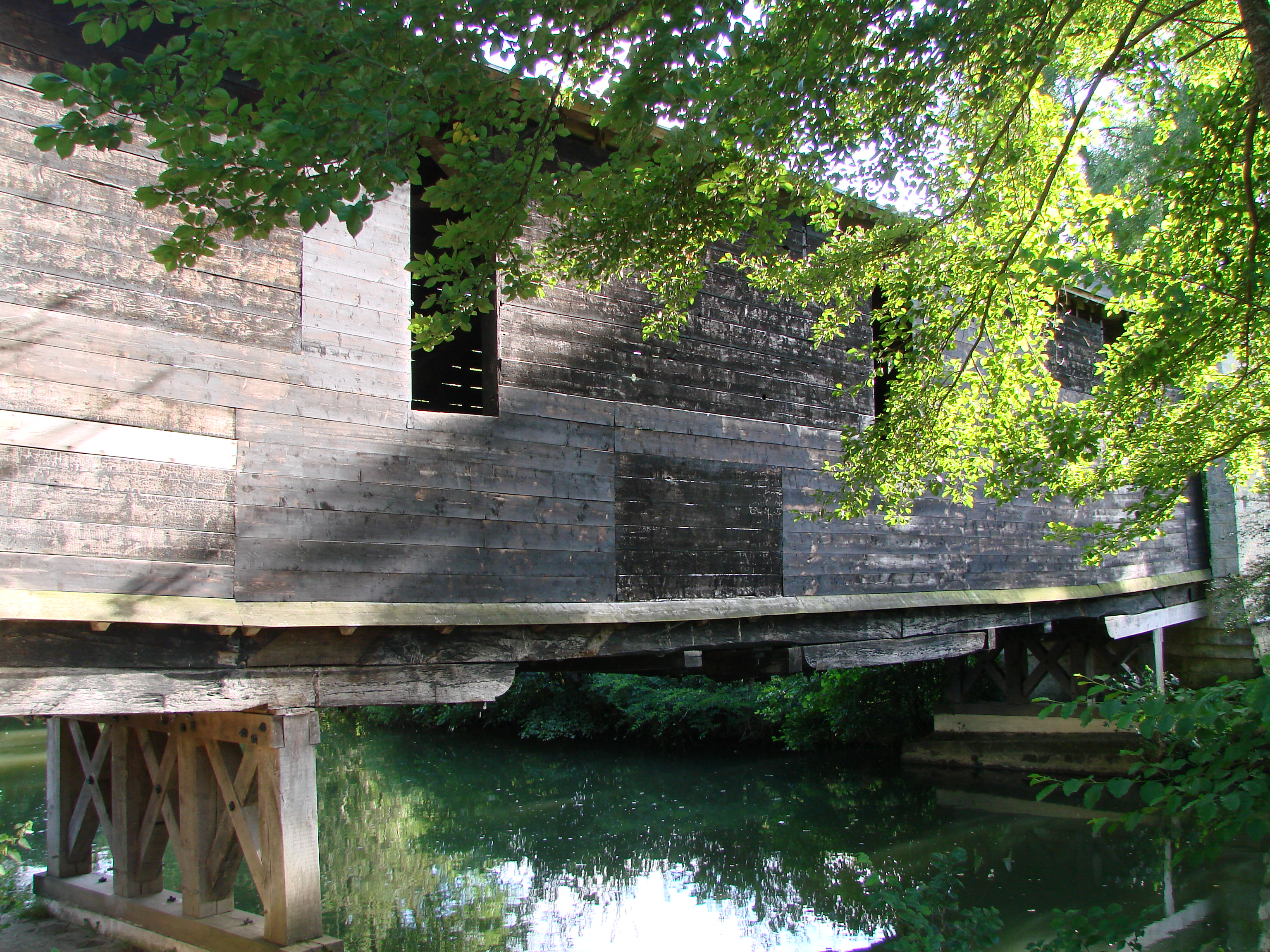
Le pont couvert en bois du Pont-Chrétien-Chabenet.

Les ponts de l'Indre classés  ou inscrits au titre des monuments historiques figurent ci-après.
- Pont - Ciron - XIXe siècle
- Pont - Ingrandes - XIXe siècle
- Pont couvert en bois - Le Pont-Chrétien-Chabenet - XIXe siècle
- Pont-Perrin (vestiges) - Déols - Moyen âge